# Agustí Pujol
Agustí Pujol, el Jove (Vilafranca del Penedès, 1585 - Reus, 1628), també anomenat Agustí Pujol fill o Agustí Pujol II, fill de l'escultor Agustí Pujol el Vell, va ser, sens dubte, un dels artistes més rellevants dels primers anys del barroc català. Va realitzar i va col·laborar en moltes obres escultòriques: a Barcelona, Terrassa, Martorell, Verdú, Reus, Arenys de Mar, etc, assolint un altíssim nivell tècnic i mostrant una originalitat molt per sobre de la mitjania. Les seves obres van ser tingudes en compte i referenciades per altres escultors i imatgers catalans durant els segles xvii i xviii. S'ha arribat a plantejar, fins i tot, la hipòtesi d'un possible viatge a Itàlia, idea que no ha estat provada amb troballes documentals. D'entre els seus nombrosos retaules, els dedicats a la iconografia de la Verge del Roser van ser molt rellevants i també destaquem la seva obra més notable el Retaule de la Puríssima Concepció de l'església de Santa Maria de Verdú.

## Vida
Agustí Pujol, tal com l'autor Juan Agustín Ceán Bermúdez menciona, va néixer a Vilafranca del Penedès l'any 1585 i va morir a Reus el 1628, any en què s'acorda pagar als seus hereus el que li devien per la seva contribució al Saló del Consell de Cent, de Barcelona. Tant l'any de naixement com l'any de defunció són una incògnita pel fet que no hi ha cap documentació que les afirmi al cent per cent. Va ser un important escultor català de l'època barroca. A l'acta del seu matrimoni de l'any 1614, se l'esmenta com a fill d'Agustí Pujol el Vell i de Càndida Sebil. És germà de Rafaela Pujol i Magdalena Pujol. Es va casar amb Elisabet Pujol i van tenir tres filles: Maria, Esperança i Teresa. Va ser deixeble del seu pare amb el qual compartia taller i participà en l'elaboració de diferents obres escultòriques.

## Obra

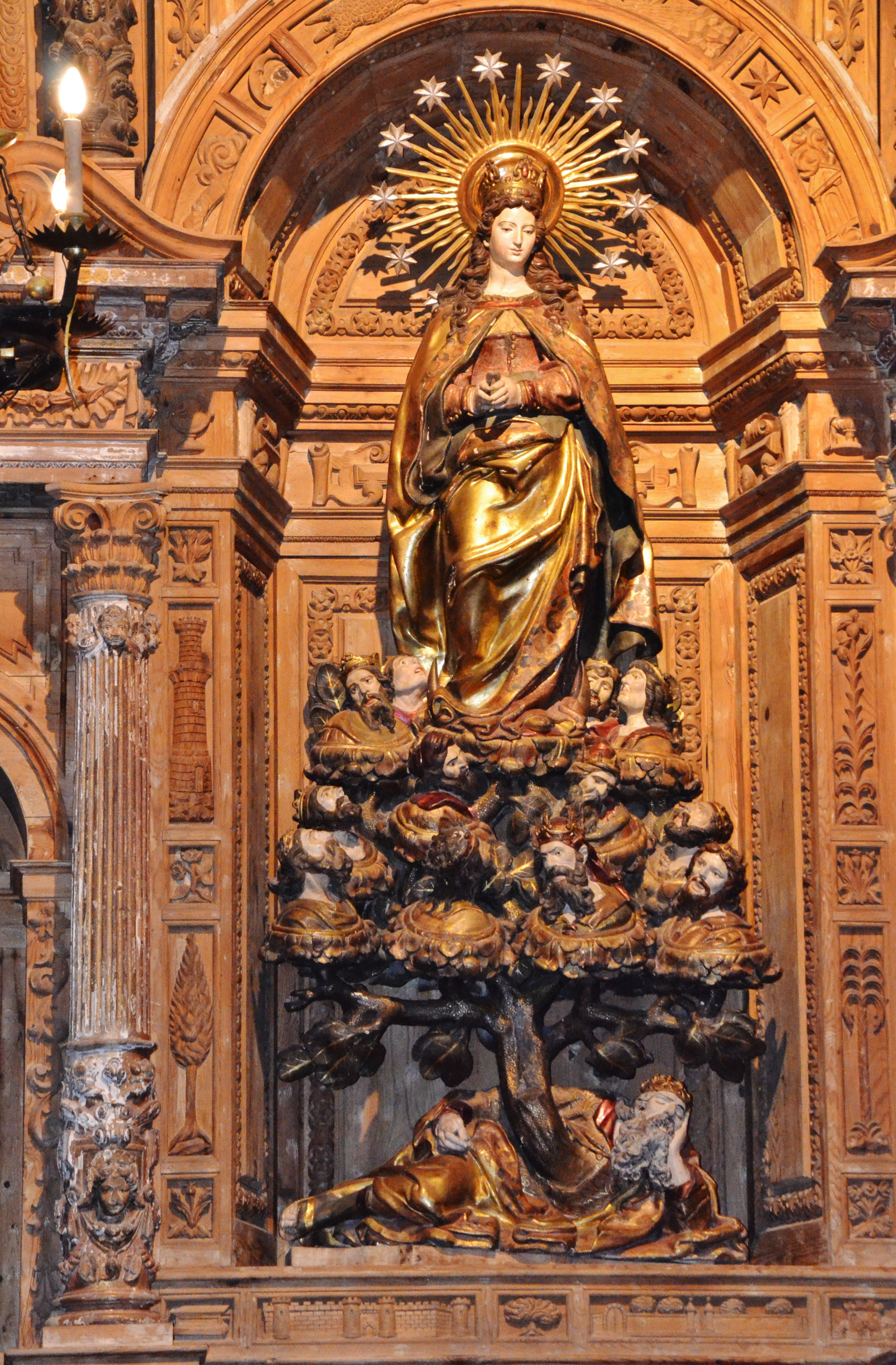
Immaculada damunt l'arbre de Jessé, església de Santa Maria de Verdú, Agustú Pujol II, 1623.

L'any 1610, més concretament, el 22 d'abril, firma juntament amb el seu pare davant de notari l'elaboració del Retaule de Santa Maria de Martorell, el qual van culminar l'any 1616. L'any 1936, durant la Guerra Civil espanyola va ser cremat juntament amb l'església.
El següent treball que van elaborar junts va ser el Retaule del Roser del temple parroquial del Sant Esperit i de Sant Pere de Terrassa. Van signar el contracte el 1611. Aquest retaule va ser cremat també el 1936.
El 1617 duu a terme el Retaule del Roser de Sant Vicenç de Sarrià, que va ser parcialment destruït l'any 1936, durant els anys 40 va ser restaurat, i recentment ha estat en procès de restauració.
L'any 1621 va intervenir en el Retaule major de Berga donant la seva visió i les seves recomanacions per tal que el fuster Jaume Rubió dugués a terme una millora en els detalls.
Una de les obres més conegudes i elaborades és el Retaule de la Puríssima Concepció fet l'any 1623 per l'església de Santa Maria de Verdú, signant el contracte per quatre-centes lliures. La imatge central de la Immaculada és la part essencial de l'obra, a més de ser una peça destacada de l'escultura catalana del segle xvii. Es poden veure representats,a més a més, el Somni de Jessé, el Rei David, diferents relleus entre els quals destaca l'adoració de los pastores, la Pentecosta i la Visitació; l'escut de Verdú i els sants. Culminaria l'obra l'any 1626.
L'any 1623 a Reus se li va encomanar l'ampliació de l'obra construïda per Pere Giralt, el Retaule de Sant Pere de Reus, amb un cos nou lligant-lo amb els dos ja existents i millorar l'aspecte en el seu total. Segons el contracte adquiriria 800 lliures pel treball. Durant la Guerra Civil espanyola, l'any 1936 va patir una destrossa parcial pels anarquistes i l'any 1938 va patir un dels bombardeigs franquistes. Mentre estava a Reus el van interrompre algunes vegades: La primera perquè els jurats de la vila d'Ulldemolins volien que reconegués la feina del mestre borgonyó Benet Baró al retaule major del temple de Sant Jaume; la segona la duia a terme la confraria local de la Preciosíssima Sang de Jesucrist, que li va demanar que elaborés un grup processional dedicat al descendiment de la creu; i el tercer va ser perquè es va comprometre amb el retaule major de l'església de Vilalba dels Arcs. Aquestes interrupcions són de les quals s'ha trobat documentació.
Ja començat el treball a Sant Pere de Reus, Agustí Pujol havia començat una imatge de Sant Isidre per a l'església de Sant Antoni de Vilanova. Sant Isidre era un individu acabat de canonitzar i, per tant, no hi havia imatgeria ni cap mena de precedent en el qual basar-se per a la seva creació i per tant, Pujol havia d'improvisar. L'any 1936, també va patir una crema.
Una altra de les seves obres va ser el Retaule de la confraria del Roser d'Arenys de Mar contractat l'any 1625 i finalitzat el 1627. Es va compaginar la realització d'aquest retaule amb la de la Immaculada Concepció de Verdú. Va col·laborar amb l'assemblador Josep Oliu. També es va perdre l'any 1936
Juan Agustín Ceán Bermúdez li atribueix l'obra de Sant Aleix de l'església de Santa Maria del Mar de Barcelona, perduda durant la Guerra Civil espanyola. Tot i això l'atribució no és encertada ja que enguany sabem que es tracta d'una obra de l'escultor barroc Andreu Sala (1685). Ceán Bermúdez va lloar molt l'escultor Agustí Pujol, dient, fins i tot, que s'havia format a Itàlia per "les grandioses formes de les seves estàtues".

## Defunció
Agustí Pujol va morir entre el dia 10 i 13 d'agost de l'any 1628. Amb la seva mort, es van deixar molts treballs sense culminar. Hi ha constància d'alguns d'aquests treballs per la preservació de documents.